# Hop-up
Hop-up jest systemem podkręcającym kulki wystrzeliwane przez repliki ASG. Wykorzystuje on efekt Magnusa do spłaszczenia trajektorii lecącego pocisku i tym samym upodabnia ją do toru lotu prawdziwego pocisku z broni palnej. W praktyce jest to odpowiednio uformowana uszczelka z gumy, bądź silikonu, która dotykając rozpędzonej kulki nadaje jej ruch obrotowy. Najprostszym wytłumaczeniem działania systemu hop-up jest to, że podkręcona kulka z jednej strony wytwarza większe tarcie o powietrze, przez co może skręcać. Gdy podkręcenie odbędzie się w osi poziomej, to kulka będzie skręcać do góry równoważąc tym samym siłę grawitacji. Siła dociśnięcia gumki hop-up do kulki determinuje jak bardzo będzie ona podkręcona, a tym samym siłę wznoszenia. Im cięższą stosujemy kulkę, tym mocniejszy musi być nacisk gumki (gdyż cięższa kulka ma większą bezwładność, oraz szybciej opada ku dołowi). Działa to również odwrotnie – gdy lekka kulka będzie za mocno podkręcona może wzlecieć powyżej linii strzału.
Lepsze repliki ASG posiadają regulowany system hop-up pozwalający na dobór ustawień w zależności od masy wystrzeliwanych kulek, oraz planowanego zasięgu, tańsze repliki posiadają hop-up bez regulacji (zazwyczaj działający najlepiej z kulkami 0,2 grama), zaś najtańsze repliki, będące zazwyczaj zabawkami dla młodszych są w ogóle pozbawione tego systemu, przez co ich zasięg jest znacznie mniejszy. Nie reguluje się w karabinie snajperskim MB4408A.